# Premio Bodil
El Premio Bodil (Bodilpris) es uno de los más antiguos premios cinematográficos daneses, otorgado por la Asociación Nacional de Críticos de Cine de Dinamarca (Filmmedarbejderforeningen). Fue otorgado por primera vez el 28 de abril de 1948, y premia a filmes y actores a los cuales los críticos consideran de más mérito, sin tener en cuenta intereses comerciales o ingresos de taquilla. 
Se entrega anualmente en una ceremonia que se celebra en el Cine Imperial en Copenhague. Lleva su nombre en honor a dos importantes actrices danesas, Bodil Kier y Bodil Ipsen.

## Estatuilla
El trofeo representa una figura femenina hecho en porcelana y fue diseñado por el artista Ebbe Sadolin y esculpido por Svend Jespersen.

## Categorías
Se otorga en las siguientes categorías:
- Mejor película danesa (desde 1948)
- Mejor actor principal (desde 1948)
- Mejor actriz principal (desde 1948)
- Mejor actor secundario (desde 1948, intermitente)
- Mejor actriz secundaria (desde 1948, intermitente)
- Mejor película estadounidense (desde 1948)
- Mejor película no estadounidense (desde 1948)
- Mejor documental o cortometraje (desde 1948, intermitente)
- Mejor película europea (1961-2000)
- Mejor película no europea (1961-2000)
- Mejor director de fotografía (desde 2004)
- Premio Bodil especial (desde 2008)
- Premio Honorario (desde 1951, intermitente)